# Rana boylii
Rana boylii es una especie  de anfibios de la familia Ranidae.

## Distribución geográfica
Se encuentra en  México y Estados Unidos.